# Забереж
Забереж (укр. Забереж, до 2016 г. — Жовтневое) — село в Драговской сельской общине Хустского района Закарпатской области Украины.
Население по переписи 2001 года составляло 722 человека. Почтовый индекс — 90432. Телефонный код — 31-42. Код КОАТУУ — 2125382802.